# Boukoumbé
Boukoumbé (ook Boukombé) is een van de 77 gemeenten (communes) in Benin. De gemeente ligt in het departement Atacora en telt 82.450 inwoners (2013).
De landbouw is de belangrijkse economische activiteit. Er wordt onder andere katoen geteeld.

## Geografie
Boukoumbé ligt in het noordwesten van Benin en grenst in het zuiden aan Togo. De gemeente is 1.036 km² groot (ongeveer zo groot als de provincie Utrecht) en de gemeente is onderverdeeld in zeven arrondissementen (Boukoumbé Centre, Natta, Manta, Korontière, Dipoli, Tabota en Koussoucoingou, ook wel kortweg Koussou genoemd). De gemeente bevat 71 dorpen waarvan enkele, vooral gedurende de regenperiode, moeilijk bereikbaar zijn. Het regenseizoen valt in de maanden april tot oktober. Tijdens het droge seizoen, tussen november en maart, waait de droge wind harmattan. De regio Boukoumbé is onderdeel van de sanitaire zone Natitingou. Natitingou, Boukoumbé en Toucountouna worden grotendeels omsloten door het Atacoragebergte. Het hoogste punt van de gemeente Boukoumbé ligt op een hoogte van 823 meter. De rivieren Kouniti en Koumagou stromen door de gemeente.

## Inwoners

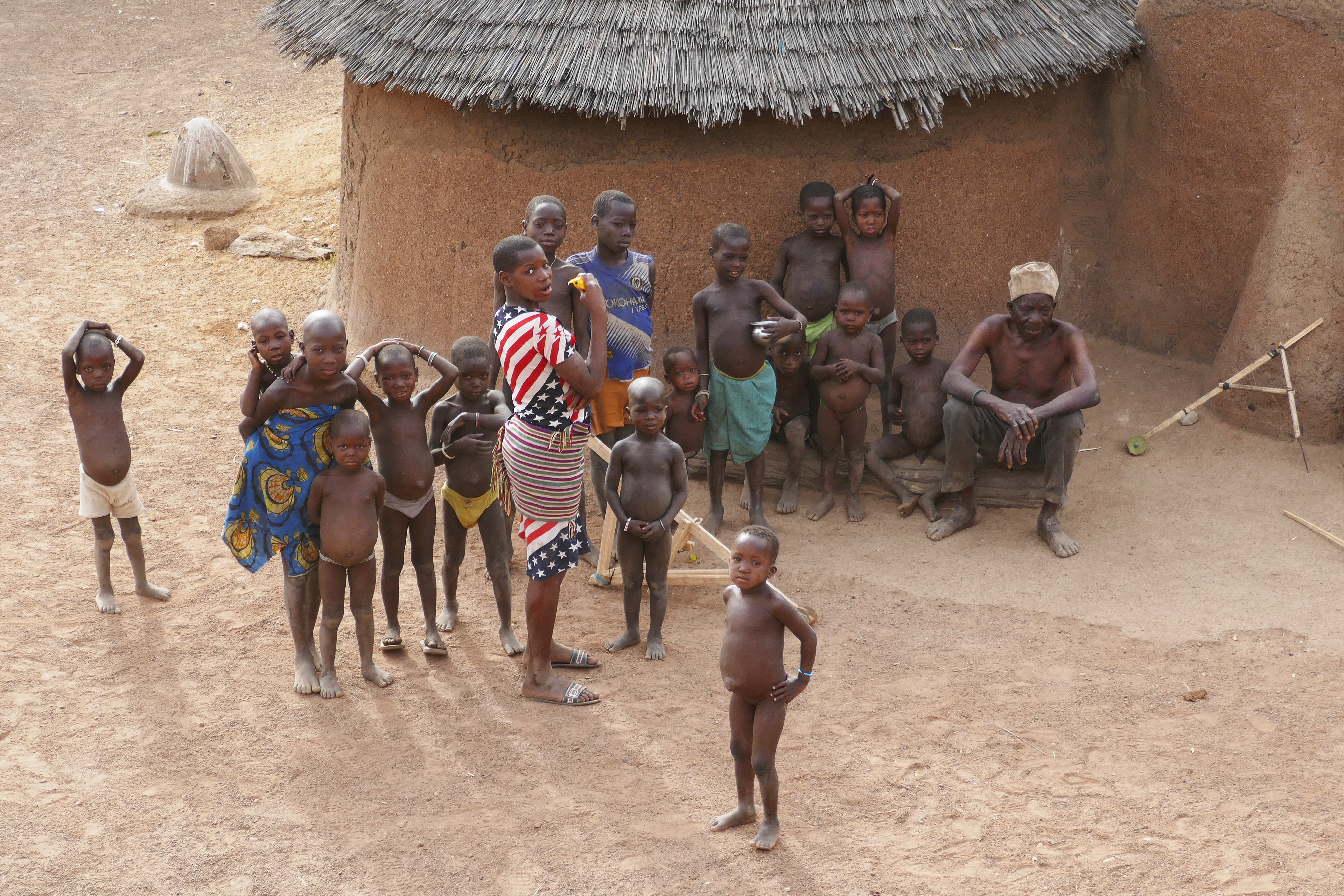
Otammari in het dorp Manta

De inwoners zijn voornamelijk Bêtammaribè, ook wel Batammariba of Otammari geheten. Andere bevolkingsgroepen zijn de Lamba, de Gangamba, de Djerma, de Fulbe, de Bariba, de Dendi, de Yoruba en de Cotocoli.
In 2002 werd het inwonersaantal officieel vastgesteld op 60.568 door de telling ten behoeve van de "Recensement Général de la Population" (RGPH n°3). In 2013 waren dit 82.450 inwoners.
Opm: Bevolkingscijfers in duizendtallen
Bron: Boukoumbé, Commune in Benin; 1979-2013: volkstellingen
Bron: Institut National de la Statistique Benin; 2013: volkstelling

## Afbeeldingen

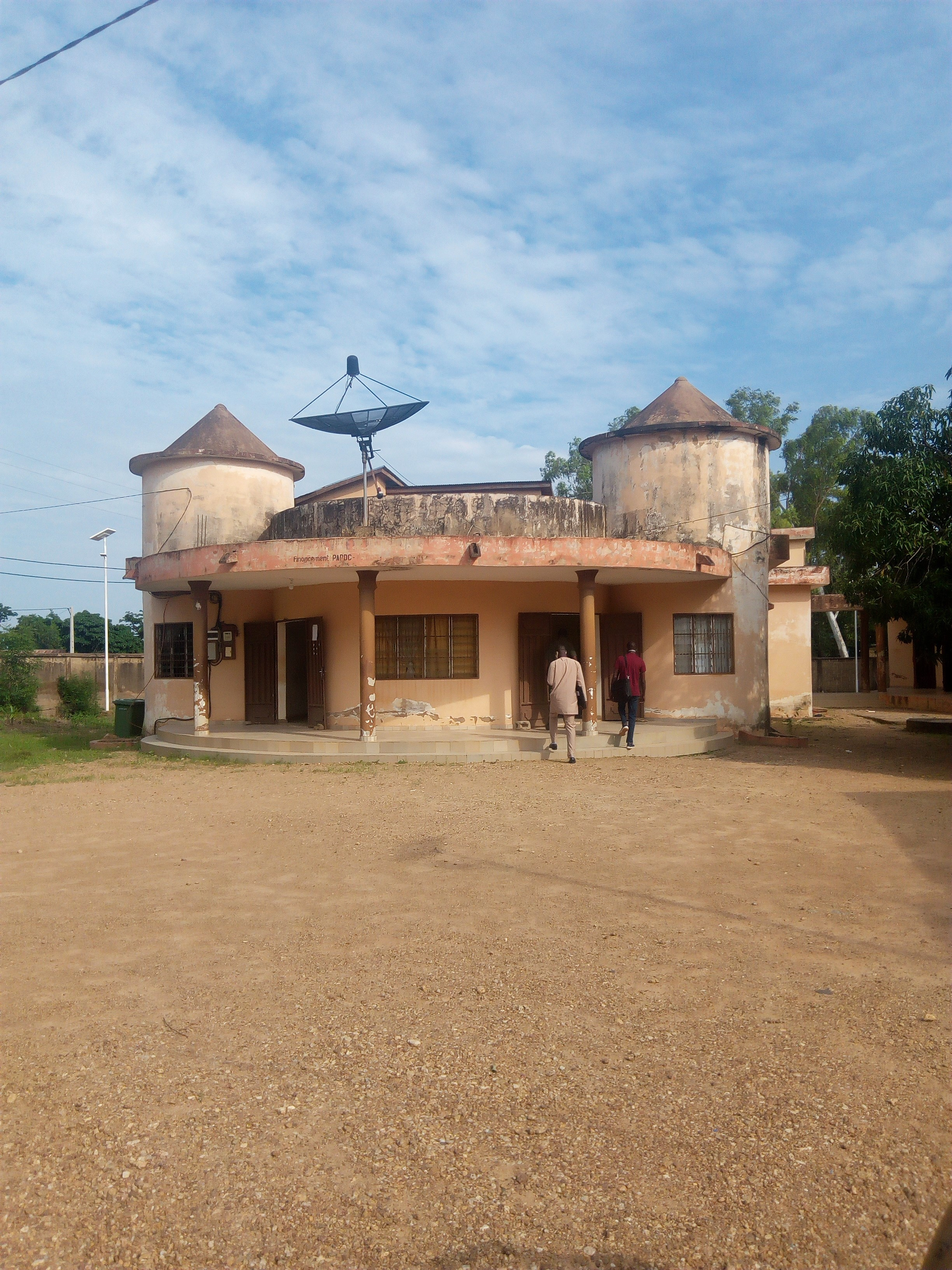
Gemeentehuis
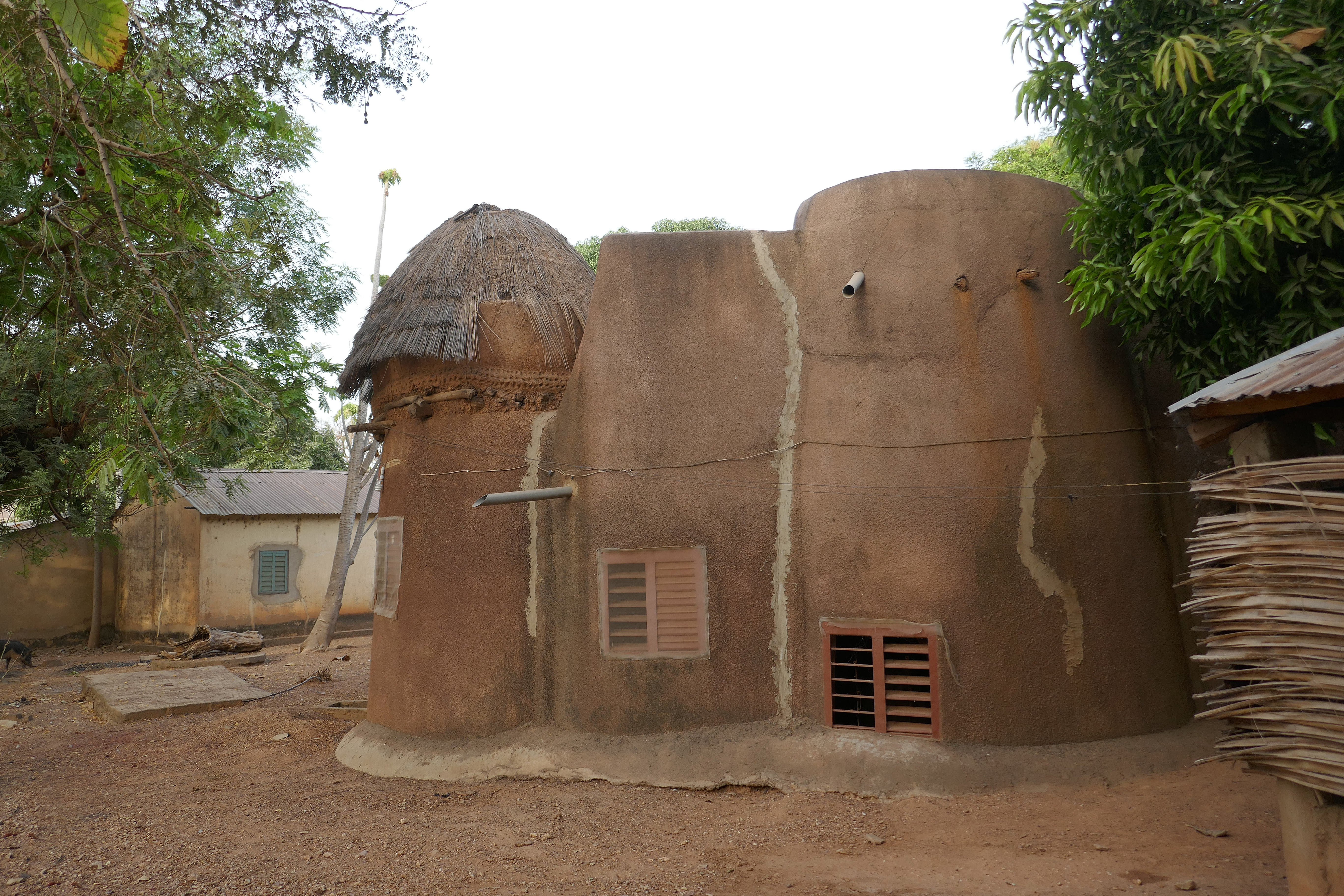
Een tata, de traditionele woningbouw in Atacoragebergte
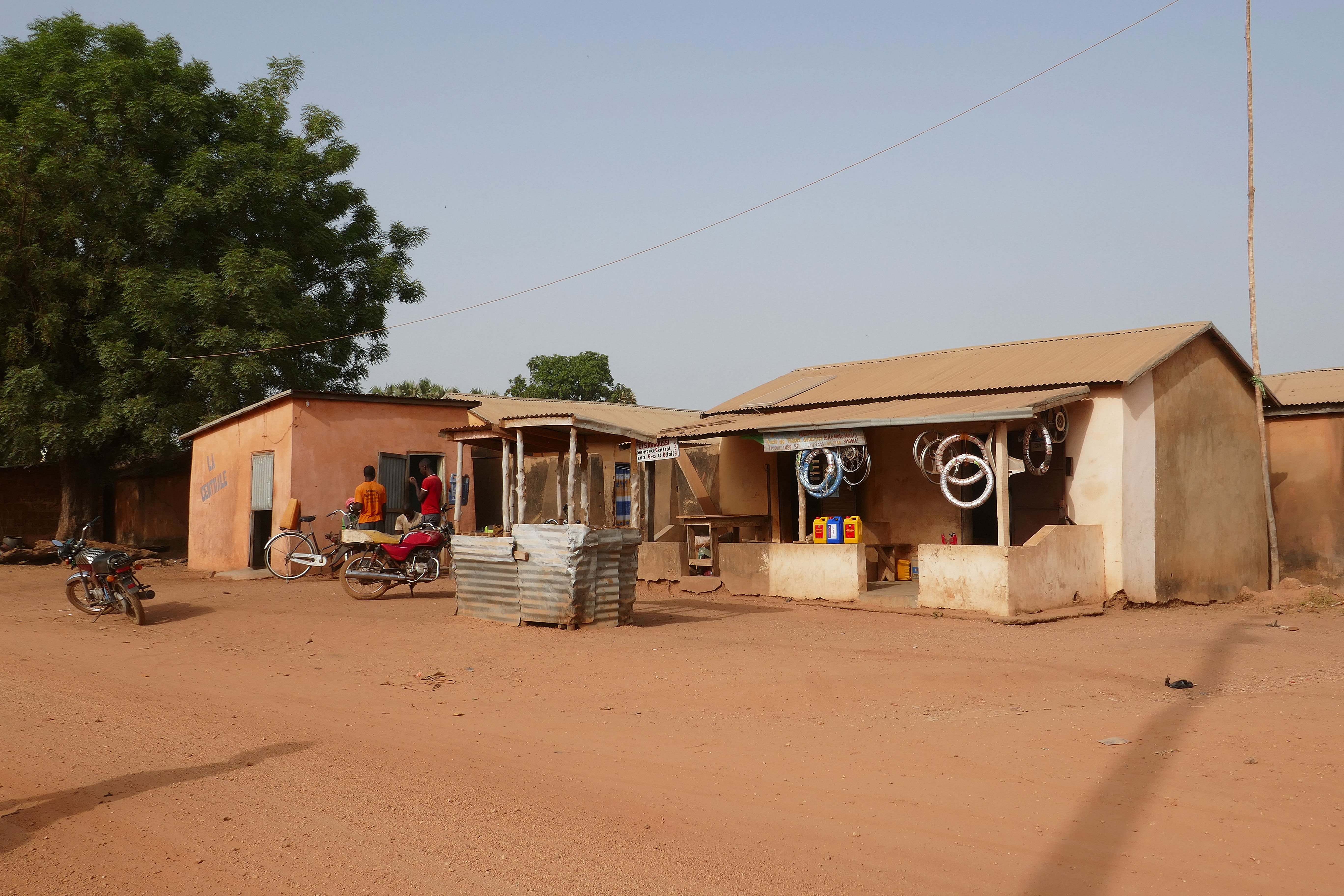
Straatbeeld
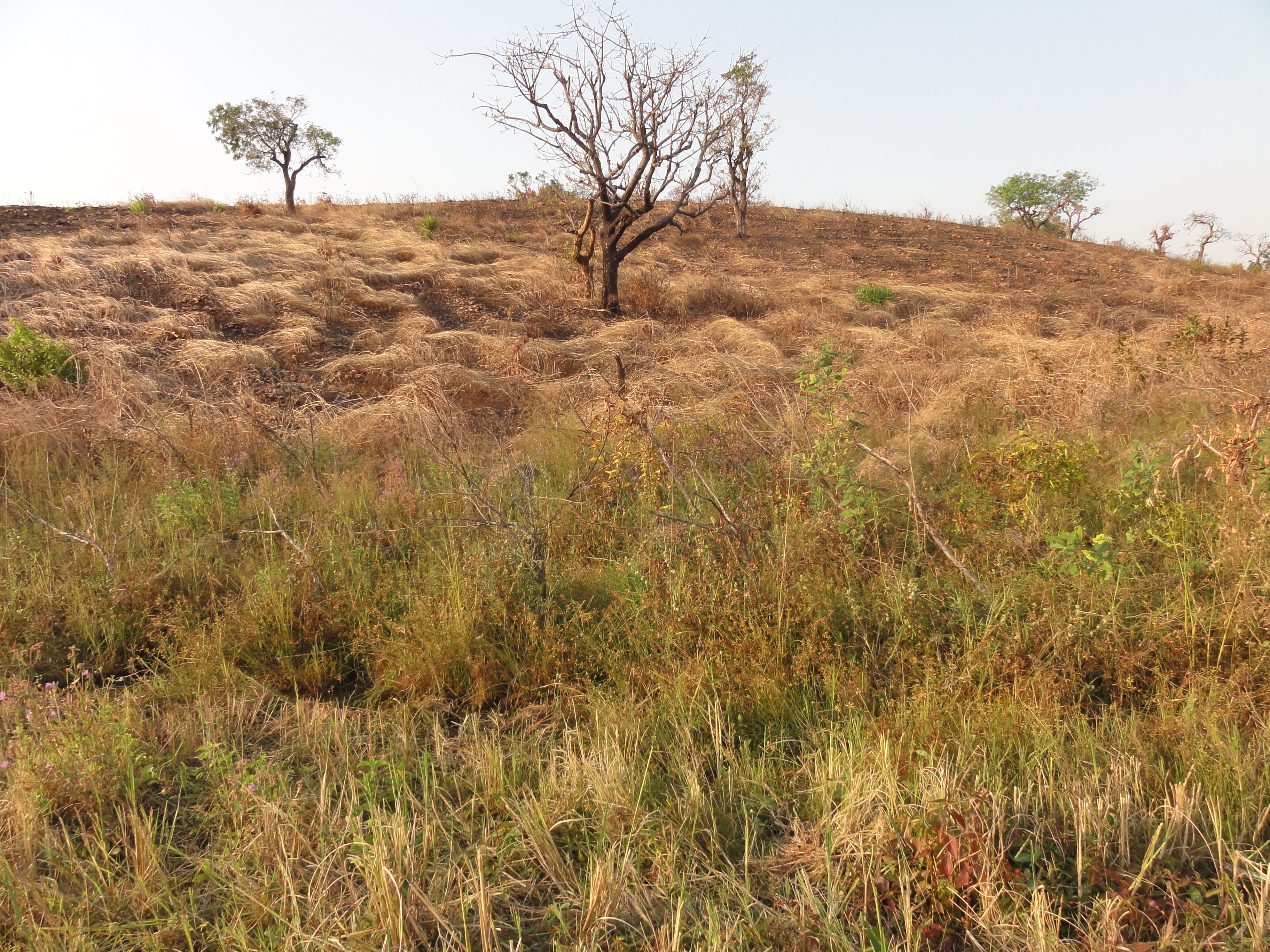
Rijstbouw
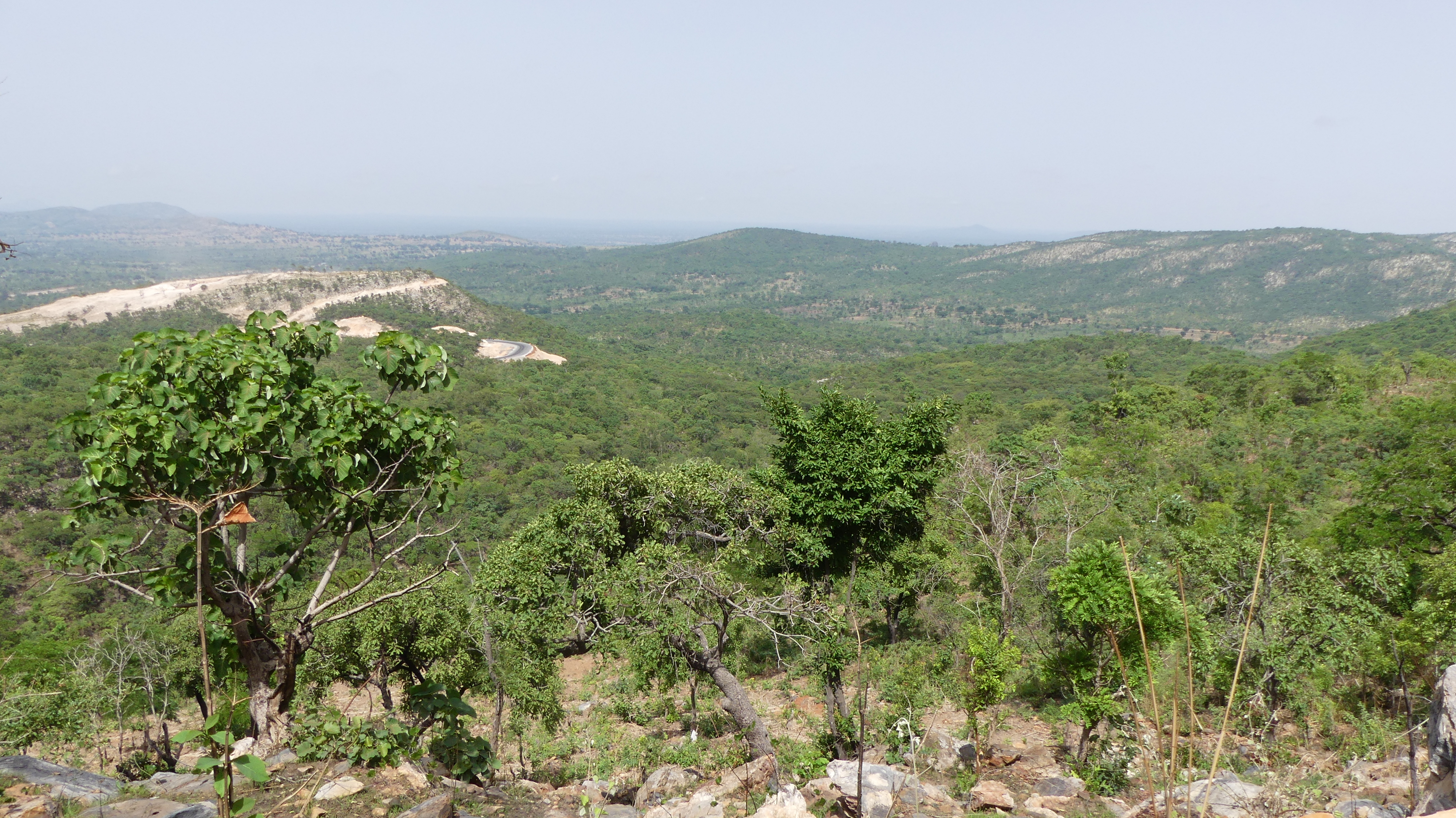
Atacoragebergte